# Tiberio Julio Celso Polemeano
Tiberio Julio Celso Polemeano (en latín, Tiberius Iulius Celsus Polemaeanus, y en griego antiguo, Τιβέριος Ιούλιος Κέλσος Πολεμαιανός) (c. 45- c. 120) conocido también bajo el nombre de Celso, fue un antiguo ciudadano grecorromano y senador romano· y sirvió como cónsul romano en el 92 y procónsul de Asia Menor alrededor del 105-106. Celso Polemaeno fue un ciudadano rico y popular benefactor de Éfeso. Sus restos reposaron en un sarcófago debajo de la célebre Biblioteca de Celso, la cual fue constribuida como un mausoleo en su honor por su hijo Tiberio Julio Águila Polemeano.

## Orígenes y familia
Nació alrededor del año 45 en una familia de origen griego··, en Éfeso, quizás en Sardes. Miembros de su familia originarios de Sardes en Asia Menor, fueron sacerdotes en Roma y obtuvieron la ciudadanía romana y algunos de sus familiares ocuparon altos puestos en el imperio romano.

## Carrera Política
Durante el año de los cuatro emperadores, el 69, Celso empezó su carrera política en la clase ecuestre él y su legión formaron parte de aquellos que proclamaron a Vespasiano como emperador romano. Una vez que este último consolidó su puesto, recompensó a Celso elevándolo al rango de senador romano.
Siguió su carrera senatorial hasta lograr el puesto de cónsul romano (suffectus) en el año 92 bajo el reinado de Domiciano.
Alrededor del año 105 fue nombrado procónsul de Asia por el emperador Trajano·.

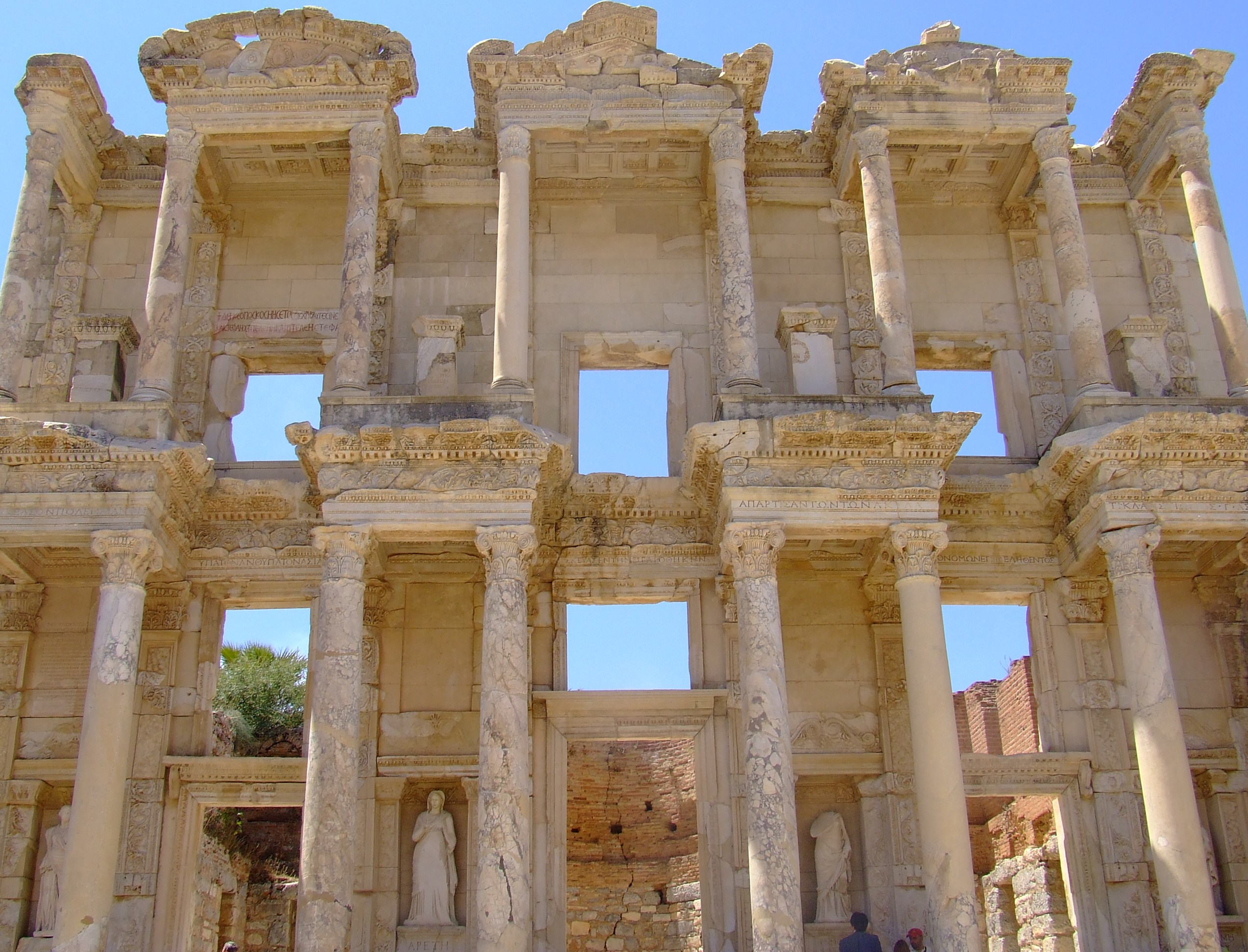
La Biblioteca de Celso.

## Descendencia y fallecimiento
Su hijo era Tiberio Julio Áquila Polemeano, consul suffectus en 110.
Murió probablemente antes de 117, al comienzo de la construcción de la biblioteca por su hijo, y, desde luego, antes de 120, fecha de su inauguración.

## Biblioteca de Celso
Fue construida en Éfeso por su hijo en su honor después de su muerte con fondos de su patrimonio personal con dinero que había sido provisto como legado para su construcción.
La Biblioteca de Celso fue construida como depósito de 12.000 pergaminos y como tumba monumental de Celso. La biblioteca contenía una cripta con el sarcófago y un monumento sepulcral para éste.